# 1876年3月25日日食
1876年3月25日日食为一次在协调世界时1876年3月25日（东半球为3月26日）出現的日環食。該次日食食分為0.9999，食甚維持0分1秒。

## 概述
這次日食的食分是0.9999，環食維持0分1秒。

## 基本參數
- 類型：日環食
- 食甚資料：
  - 日期：1876年3月25日
  - 時間：20時5分6秒
  - 地點：35N 141W
  - 食分：0.9999
  - 日環食持續時間：0分1秒

## 外部連結
- NASA日食專頁（页面存档备份，存于）（英文）